# Aethotaxis
Aethotaxis is een geslacht van straalvinnige vissen uit de familie van de ijskabeljauwen (Nototheniidae).

## Soort en ondersoorten
- Aethotaxis mitopteryx
  - Aethotaxis mitopteryx mitopteryx DeWitt, 1962
  - Aethotaxis mitopteryx pawsoni Miller, 1993